# Stępków
Stępków – wieś w Polsce położona w województwie lubelskim, w powiecie parczewskim, w gminie Dębowa Kłoda.
Wieś szlachecka położona była w drugiej połowie XVI wieku w powiecie lubelskim województwa lubelskiego. W latach 1975–1998 miejscowość administracyjnie należała do województwa bialskopodlaskiego.
Wieś stanowi sołectwo w gminie Dębowa Kłoda. Według Narodowego Spisu Powszechnego z roku 2011 wieś liczyła 396 mieszkańców.
Wierni Kościoła rzymskokatolickiego należą do parafii św. Jana Chrzciciela w Parczewie.

## Historia
Stępków w wieku XIX stanowił wieś i folwarki (oznaczone w ówczesnej nomenklaturze hipotecznej literami A. B. C.) położony nad rzeką Konotopą (dopływ Piwonii) w powiecie włodawskim, gminie Dębowa Kłoda, parafii Parczew, odległy 35 wiorst od Włodawy.
Podług spisu z 1827 roku było we wsi 44 domów i 215 mieszkańców.
W roku 1890 43 domy zamieszkałe przez 263 mieszkańców, był także młyn i wiatrak.

Ogólny obszar trzech folwarków i wsi wynosił 782 mórg w tym:
Folwark Stępków z literą A, wraz z nomenklaturą Piotrówek posiadał rozległość 245 mórg na co składały się: grunty i ogrody 147 mórg, łąk 70 mórg, pastwisk 12 mórg, wody 1 mórg, zarośli 23 mórg, w osadzie 2 morgi, nieużytków 2 morgi, budynków z drewna 13. Wieś Stępków literą A: 3 osady 23 mórg.
Folwark Stępków litera B rozległy na 61 mórg: grunty orne i ogrody 50 mórg, łąk 10 mórg, nieużytków 1 morga, budynków z drewna 4.
W wieku XVI mieszka tu drobna szlachta. Według registru poborowego powiatu lubelskiego z roku 1531, we wsi Stępków w parafii Parczew Stanisław Kania płacił od 1 łanu (Pawiński, Małop, 362).